# Sertorijeva vojna
Ta državljanska vojna se je v Hispaniji odvijala med Kvintom Sertorijem v koaliciji z domorodnimi plemeni in Sullinim režimom od 80 pr. n. št. do 72 pr. n. št. Sledila je dvema državljanskima vojnama med Lucijem Kornelijem Sullo in Gajem Marijem v Italiji. Sertorij se je boril proti Sulli v prvi državljanski vojni. Leta 82 pr. n. št. se je umaknil v Hispanijo kot guverner, ki je zastopal svojo politično frakcijo, populares. Rimski uradniki v Hispaniji niso priznali njegove avtoritete, vendar je prevzel nadzor s svojo vojsko. Sertorij je poslal vojsko pod Livijem Salinatorjem, da utrdi prelaz skozi Pireneje proti Sullinim silam. Vendar je bil Salinator ubit z izdajo in te sile pod poveljstvom Gaja Anija so se prebile. Sertorij je pobegnil v Afriko, kjer je izvedel kampanjo v Mavretaniji, v kateri je premagal enega od Sullinih poveljnikov in zavzel Tingis (Tanger).
Nezadovoljni Luzitanci so poslali odposlance k Sertoriju in ga izbrali za svojega vodjo zaradi njegove prijazne politike, ko je bil guverner. Luzitanci so verjetno želeli nekoga, ki bi jim bil naklonjen. Leta 80 pr. n. št. je Sertorij premagal pomorske sile pod Avrelijem Kotom in pristal v Hispaniji. Odšel je v Luzitanijo, organiziral njihova plemena, se vrnil v Hispanijo Ulterior in zmagal v bitki pri reki Baetis. Rim je poslal Kvinta Cecilija Metela Pija, ki so ga imenovali za guvernerja Hispanije Ulterior, da bi se zoperstavil tej grožnji. Utaboril se je pri Metellinumu (Medellin) in je večkrat naapdel proti Keltibercem in Vakajcem osrednje Hispanije, ki so se zavezali s Sertorijem. Dve leti gverilske taktike Sertorija sta ga izčrpali. Lucij Hirtulej, Sertorijev poročnik, je premagal Marka Domitija Kalvina (pretor 80 pr. n. št.), guvernerja Hispanije Citerior. Mark Perpena Vento, ki se je boril proti Suli, je pobegnil v Hispanijo z vojsko in se je želel sam boriti proti Kvintu Ceciliju Metelu. Njegovi vojaki so bili nezadovoljni z njegovim poveljstvom in ko so slišali, da Pompej prihaja v Hispanijo s sovražnimi silami, so zahtevali, da jih odpeljejo k Sertoriju. Mark Perpena je nerad popustil. Pompeja je Sertorij potisnil nazaj, vendar je Cecilij Metel premagal Lucija Hirtuleja blizu Italike. Leta 75 pr. n. št. je Cecilij Metel premagal in ubil Lucija Hirtuleja. Sertorij se je boril proti Pompeju v neodločni bitki. Nato sta Sertorija premagala Pompej in Cecilij Metel. Leta 74 pr. n. št. sta Cecilij Metel in Pompej osredotočila svoje operacije proti Keltibercem in Vakajcem. Leta 73 pr. n. št. so se pojavile napetosti med Sertorijanci in njihovimi domačimi zavezniki. Nato je Mark Perperna umoril Sertorija. Končno je Mark Perperna padel v zasedo in ga je ujel Pompej.

## Posledice
Po Scullardovem mnenju je bilo Pompejevo ravnanje s Hispanijo humano, v primerjavi z običajnim rimskim ravnanjem z izdajalci in uporniki. Mnogi podporniki so dobili državljanstvo, skupina fanatičnih nasprotnikov pa je bila preseljena v Lugdunum Convenarum v južni Galiji.

## Časovnica
- 80 pr. n. št. Sertorij in majhna vojska pristanejo pri Baelu (blizu Herkulovih stebrov)
- 80 pr. n. št. pri izlivu reke Baetis Sertorij porazi Fufidijeve sile (verjetno rimski guverner Hispanije Ulterior)
- 80 pr. n. št. Hirtulej (Sertorijev poročnik) premaga Domicija Kalvina (guvernerja Hispanije Citerior) na bregovih reke Anas
- 80/79 Sertorij premaga Lucija Torija Balba (poročnika konzula Metela Pija)
- 79 pr. n. št. Metel vkoraka v Hispanijo, Sertorij ga začne izčrpavati z gverilskim bojevanjem
- 79/78 Hirtulej premaga Lucija Manlija, guvernerja Narbonske Galije, in ga prisili nazaj v Galijo
- 78 pr. n. št. Metel poskuša zavzeti Langobrigo, Sertorij mu prepreči prizadevanja
- 77 pr. n. št. Sertorij utrdi svoje oblast, prevzame nadzor nad večino Iberskega polotoka
- 77 pr. n. št. Senat pošlje Gneja Pompeja Velikega z veliko vojsko, da okrepi Metela
- 76 pr. n. št. Pompej je v bitki pri Lauronu premagan in poražen (dve tretjini njegove vojske preživita in ostaja sila, s katero je treba računati)
- 76 pr. n. št. Gaj Memij (Pompejev kvestor) zavzame Novo Kartagino, vendar ga Sertoriusovi zavezniki blokirajo
- 75 pr. n. št. Pompej premaga Herenija in Perperno v bitki pri Valentiji
- 75 pr. n. št. Metel premaga Hirtuleja v bitki pri Italiki
- 75 pr. n. št. Pompej in Sertorij se borita v neodločni bitki pri Sukronu, Sertorij se umakne v notranjost
- 75 pr. n. št. Sertorij se bori proti Metelu in Pompeju v bitki pri Saguntumu, Sertorij se umakne dlje v notranjost
- 75 pr. n. št. Metel in Pompej oblegata Sertorius pri Cluniji, Sertorius prebije njune linije in pobegne
- 74 pr. n. št. Pompej in Metel napadeta Sertoriusove zaveznike
- 74 pr. n. št. Sertorius prežene Pompeja iz Palentije
- 74 pr. n. št. Perperna zavzame Cale na hispanski zahodni obali
- 74 pr. n. št. Sertorius obnovi obzidje Palentije
- 74 pr. n. št. Sertorius vkoraka v dolino Ebra in preseneti Rimljane, ki oblegujejo Calgurris (ubije 3000 oblegovalcev)
- 74 pr. n. št. Antonij, rimski admiral, poskuša prebiti sertorijsko obleganje Emporiona, vendar mu ni uspelo in je odpoklican
- 74 pr. n. št. Pompej napiše svoje znamenito pismo senatu, v katerem grozi, da se bo vrnil v Rim, če senat ne pošlje sredstev in okrepitev
- 73 pr. n. št. Metel ponudi nagrado vsakomur, ki bo ubil Sertorija
- 73 pr. n. št. V sertorijskem taboru narašča razkol
- 73 pr. n. št. Perperna in njegovi tovariši Zarotniki med banketom umorijo Sertorija
- 72 pr. n. št. Pompej iz zasede napade Perpernovo vojsko in premaga zadnje ostanke Sertorovcev